# Freddo sud
Freddo sud (En plats i solen), noto anche come Annika: Crime Reporter - Freddo sud, è un film del 2012 diretto da Peter Flinth.
Il soggetto è tratto dall'omonimo romanzo scritto da Liza Marklund che fa parte di una fortunata serie incentrata sul personaggio della giornalista Annika Bengtzon. Questo è l'ottavo film tratto dai romanzi di Liza Marklund, ed è il sesto di una serie di sei pellicole, girate con lo stesso cast e la stessa protagonista interpretata da Malin Crépin.
Il film è stato distribuito solo in DVD.

## Trama
Il caporedattore del Kvällspressen, Spiken, va in pensione; il direttore Schyman vorrebbe che il suo posto fosse preso da Annika Bengtzon ma lei preferisce continuare a lavorare come giornalista; per questa ragione viene promosso Patrik Nilsson, che diventa il superiore anche di Annika.
Annika indaga sulla notizia della morte di cittadini svedesi nella Costa del Sol in Andalusia: l'ex campione sportivo Sebastian Söderström, la moglie e due bambini piccoli sono rimasti soffocati durante una rapina nella villa dove abitano. Sembra che le rapine con gas siano il reato più comune in zona, ma la morte delle vittime è un caso raro.
Patrik invia Annika a Malaga; qui, con la guida di Carita, un'andalusa che ha sposato uno svedese, si muove tra la villa del delitto e la polizia. In città è anche presente un poliziotto svedese, Niklas Linde, che funge da collegamento con la polizia locale dal momento che migliaia di svedesi vivono in Spagna. Linde invita Annika a assistere all'arresto di un cittadino svedese che fa da corriere per lo spaccio di stupefacenti tra i due paesi. Il giovane malvivente però si accorge della sua presenza e la aggredisce per finire poi immobilizzato dagli agenti.
Annika si reca a intervistarlo in carcere  perché Patrik Nilsson giudica più importante per il giornale le notizie sul traffico di stupefacenti che quelle sulla morte dei Söderström; il corriere arrestato, Martinez, ha timore di essere ucciso dall'organizzazione, come già sarebbe stato eliminato Söderström. Annika vuole sapere se anche lo sportivo era coinvolto nel traffico della droga. Tra l'altro si scopre che la prima figlia di  Söderström, Suzette, nata da un precedente matrimonio, è scomparsa da Malaga. Evidentemente è scampata alla strage familiare, ma ha fatto perdere le sue tracce.
A Malaga giunge anche Thomas, l'ex marito di Annika, che partecipa a un congresso di organismi internazionali; i due cenano insieme, sembra che l'uomo sia interessato a riprendere il loro rapporto ma nel frattempo lei ha una relazione con Niklas Linde. Continuando le sue ricerche, viene a scoprire che la moglie di Söderström era un avvocato che lavorava nel campo immobiliare, con ditte aventi sede a Gibilterra poco distante dalla Costa del Sol, dove non esiste un registro delle imprese. Le due vicende criminali che segue risultano collegate, perché la compravendita immobiliare serve a fare emergere dal sommerso i proventi del traffico di droga. È dunque per vendetta dell'organizzazione criminale che la famiglia  Söderström è stata sterminata.
La donna però aveva conservato documenti compromettenti per il trafficante svedese Andersson, l'uomo è intenzionato a recuperarle; le carte sono custodite da Fatima, una donna alla quale Suzette Söderström è affezionata più che alla madre, che gestisce un maneggio in Marocco. Annika capisce che la ragazzina si trova lì, e probabilmente è in pericolo di vita: si reca in Marocco ma sul posto arrivano anche Filip Andersson e i suoi sicari. La vicenda ha una conclusione positiva, ma diversi morti rimarranno sul terreno prima che Annika possa tornare in Svezia.